# Laurent Delvaux
Laurent Delvaux (Gante, 1696 - Nivelles, 1778) fue un escultor de los Países Bajos del Sur  entonces bajo la dominación austriaca.

## Biografía
Alumno en Bruselas de Denis Plumier de Amberes, con el que viajó a Londres en 1719 y colaboró con su maestro en la tumba de John Sheffield duque de Buckingham (1721 a 1722, en la Abadía de Westminster.
Después de una carrera internacional tanto en Londres (1717-1726) como en Roma (1728 a 1732), se estableció en Nivelles, hasta su fallecimiento.

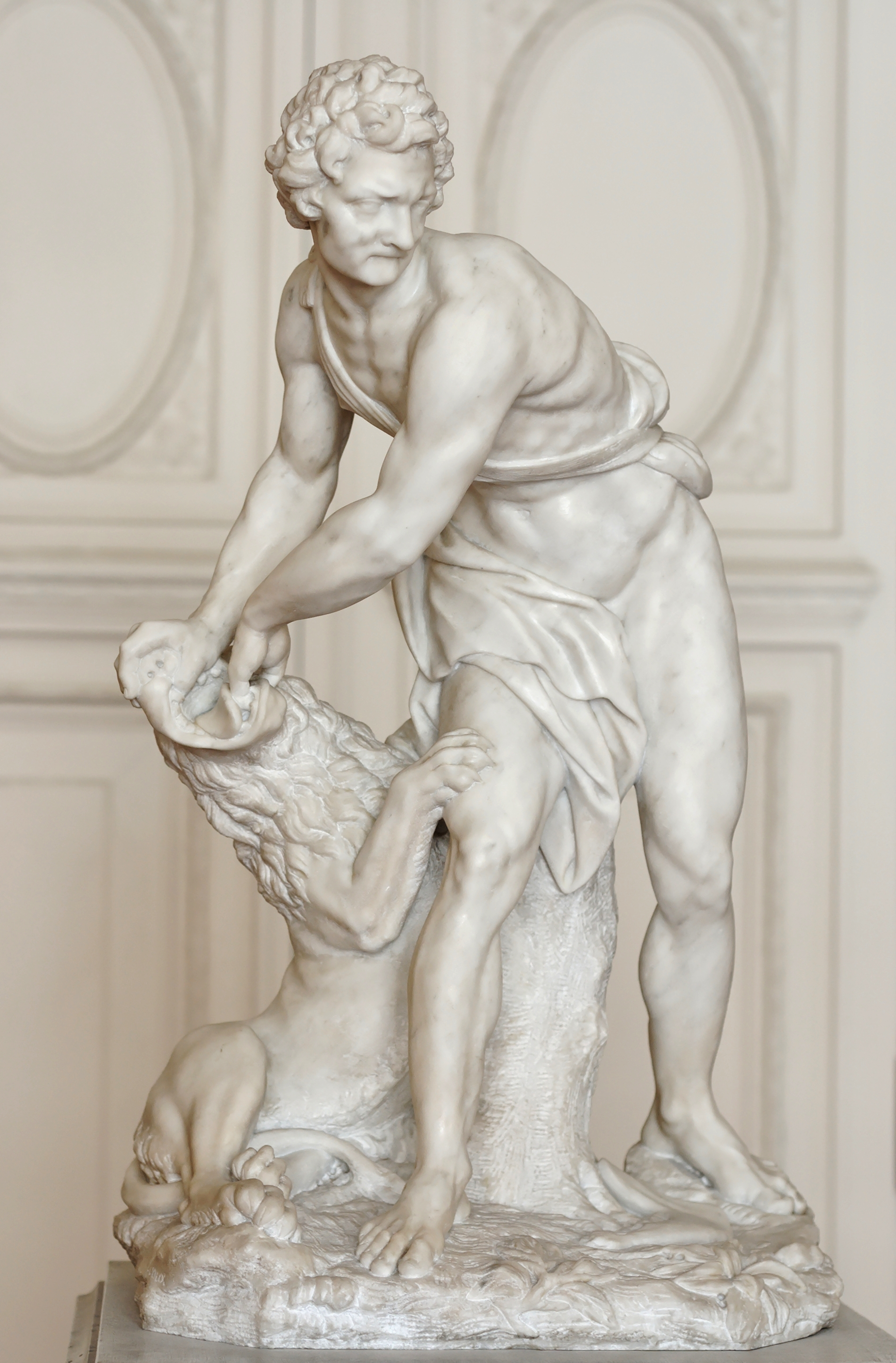
Sansón

Fue como los artistas Antoine Cardon y Antoine Brice protegidos por Carlos de Lorena, gobernador general de los Países Bajos austriacos.
Su obra fue muy abundante, trabajó para muchas cortes europeas como la de Portugal y las grandes abadías como las de Afflighem, Floreffe y Villers. En los museos de Bruselas y Gante y muchas iglesias se encuentran obras suyas.
Su nieto Édouard Delvaux (1806-1862) fue un pintor paisajista de gran talento que fue alumno de Henri Van Assche (1774-1841).